# Rosy Morán
Rosy Morán fue una bailarina y actriz argentina.

## Carrera
Rosy Morán fue una aclamada bailarina argentina popular durante las primeras década del siglo XX. Si bien integró varias compañías, fue al lado del genial comediante Florencio Parravicini con quien alcanzó cierto grado de fama, junto a ella estuvieron en la compañía la vedette española Gloria Guzmán, la cancionista Libertad Lamarque, el actor cómico León Zárate y la actriz y vedette Alicia Vignoli.
En cine participó en su única aparición fílmica, Calles de Buenos Aires de 1933, dirigido por José Agustín Ferreyra, protagonizada por Guillermo Casali, Nelly Ayllón, Mario Soffici y Miguel Gómez Bao.

## Teatro
- 1930: Veinticuatro horas.
- 1932: ¿Qué hacemos con el empréstito?.
- 1932: ¡Que quieren con las alarmas!.
- 1932: Parra y la Gloria.
- 1932: Risas olímpicas.
- 1932: Hay que embromarse con Parra.
- 1932: Ahora va a correr el vento.